# Space Impact

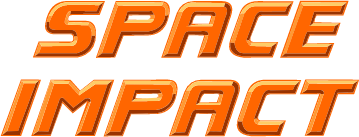
Logotipo do Space Impact.

Space Impact é um jogo para celular Nokia.

## Sinopse
Naves alienígenas invadem o mundo, mas um herói comanda uma nave bem armada para detê-los e destruir os alienígenas mestres, a nave do bem contará com ajuda de seus mísseis e cometas mágicos que dão armas extraterrestres e superpoderosas. O nome do piloto é Geneva, e a cada fase o nível de dificuldade aumenta.

## Fases
- 1ª: Ocorre no espaço sideral, lá, os perigos são Polvos Espaciais, Cometas e Naves.

- 2ª: Ocorre no céu (mesosfera), lá, os perigos são Polvos Espaciais, Naves e Meteoritos.

- 3ª: Nessa fase os aliens dominam a terra e atacam nas montanhas, os perigos são Polvos Espaciais, Etês, Meteoritos e um Polvo Espacial Metálico que é considerado um Sub-Mestre.

- 4ª: Os aliens dominam a cidade, Insetos de Marte, Naves e Polvos Espaciais atacam.

- 5ª: Nessa fase os alienígenas atacam no mar, antes do mestre aparecem Meteoritos, Naves, Etês, Polvos Espaciais e um Polvo Espacial Metálico como Sub-Mestre.

- 6ª: É Também no mar, desta vez serão enfrentados meteoritos, Lótus Espaciais Canibais, Polvos Espaciais e Naves, ferozes e ligeiros.

- 7ª: Perto do final, o cenário dessa fase parece ser um jardim destruído, lá atacam Polvos Espaciais Meio-Comuns e Meio-Metálicos, Insetos de Marte e Naves.

- 8ª: É a última, tem o mesmo cenário da 7ª fase e os inimigos são os mesmos.

- Fase Secreta: Completamente secreta, só pode ser jogada por aqueles que batem o recorde, seus inimigos são completamente diferentes e o cenário parece ser de ruínas de montanhas, até a nave do bem é diferente, seus inimigos, nunca vistos antes são Feixes de Fogo Indestrutíveis, para desvencilhar-se deles só se pode desviar, há também Naves. No celular Nokia 1100 pode ser jogada normalmente sem a necessidade de bater recordes.

## Mestres
As fases tem mestres, alienígenas maiores, mais fortes e mais poderosos do que os outros.
- 1° Mestre: É um tipo de Feto que atira munições normais.

- 2° Mestre: Uma Serpente que também usa munição comum.

- 3º Mestre: Um Peixe que usa a mesma munição dos 2 primeiros mestres e consegue avançar para cima do adversário que pode ainda pode se livrar dele.

- 4° Mestre: Uma espécie de Nave gigantesca que solta munição comum e pequenos Peixes Radioativos.

- 5º Mestre: Uma Lula que solta munição comum e Insetos Radioativos, além de poder avançar contra o inimigo.

- 6° Mestre: Não se sabe ao certo se é um Escorpião ou Lagosta, mas assemelha-se aos dois, solta Insetos e Peixes Radioativos e pode recuar e avançar com toda força para cima do oponente.

- 7° Mestre: É uma Lula-gigante, é na verdade frágil e pode ser derrotada facilmente, domente fica parada e não solta nada, muitas pessoas a interpretam como uma preparação para a última fase.

- 8° Mestre: Uma Lula-colossal, gigantesca, fica parada mas é muito difícil de ser derrotada, é preciso achar seu ponto fraco pois o restante de seu corpo é protegido por duas pequenas bolas de metal.

- Mestre da Fase Secreta: Uma Nave. É redonda e fica acima da nave do bem, já que esta fica no chão na fase secreta, ao invés do ar. Ela solta mísseis.

## Armas Especiais
Além da munição comum, há alguns cometas mágicos que oferecem armas especiais, elas são:
- Aniquilação: É uma linha na posição vertical que quando é solta aniquila tudo á sua frente, é a mais poderosa e muito útil na 6ª Fase. Vem em uma unidade.

- Raios Laser: São raios laser comum. Vem em três unidades.

- Peixes Radioativos: São pequenos peixes. Vem em três unidades, quando se começa o jogo já se tem eles.

- Vidas: Com os cometas mágicos pode-se conseguir vidas extras.